# Ma gCig
Machig Labdrön (Tibetano: མ་གཅིག་ལབ་སྒྲོན་, traslitterazione Wylie: ma gcig lab sgron) nota anche come Adrön Chödron (traslitterazione Wylie:A sgron Chos sgron, trad. "Unica madre, luce del Lab") (1055 – 1149) è stata una monaca buddhista e insegnante tibetana.

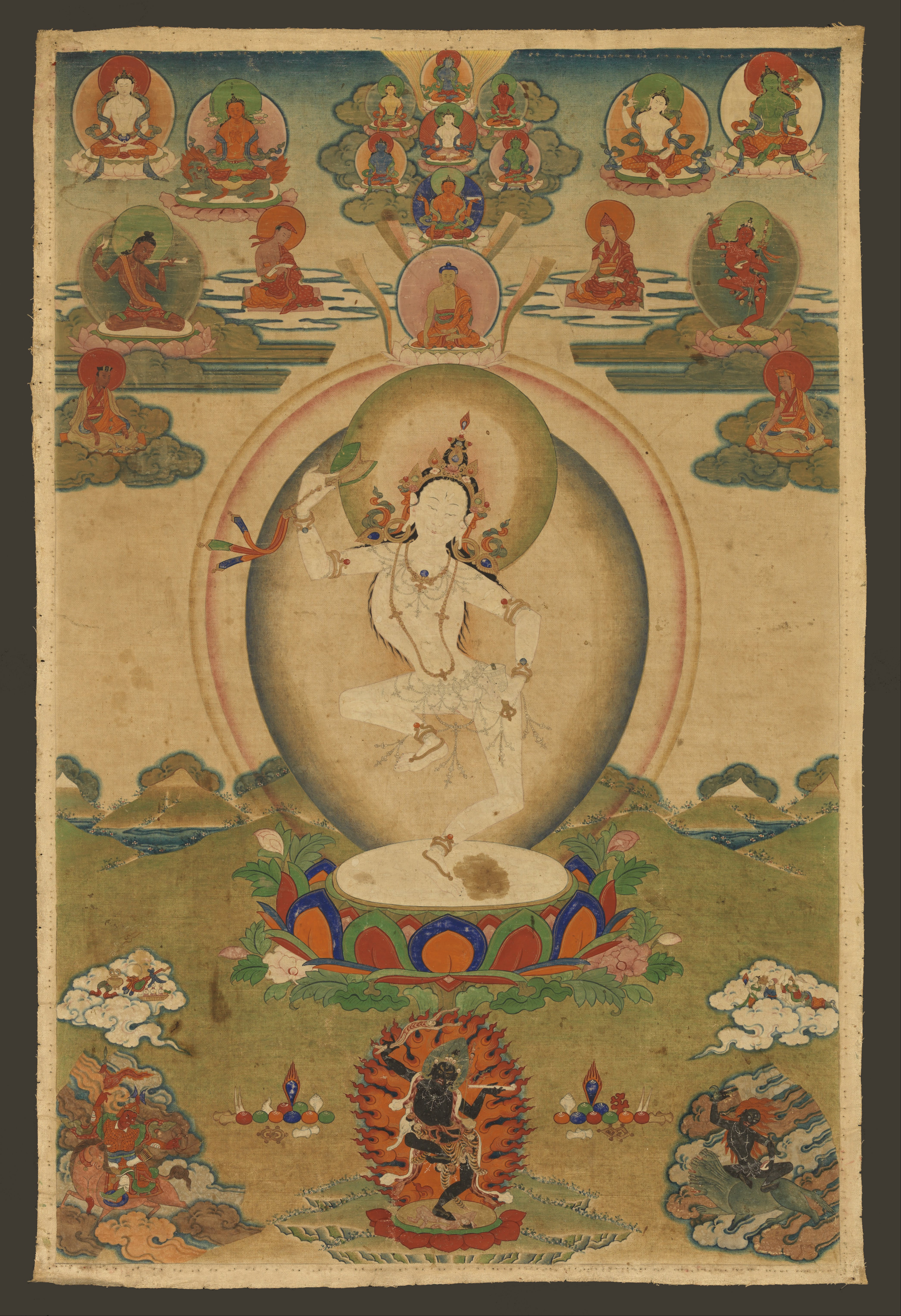
Machig Labdron

È ritenuta la capostipite di diversi lignaggi tibetani della tradizione Vajrayana del Chöd. Secondo il Rinpoche Namkhai Norbu, avrebbe sviluppato il Chöd combinando elementi dello sciamanismo nativo con tecniche di insegnamento del Dzogchen.
Altri studiosi ed insegnanti buddisti offrono teorie diverse sull'origine del Chöd. Non tutti sono d'accordo nell'attribuire a questa pratica origini Bön o sciamaniche.

## Iconografia
Dal punto di vista iconografico, Machig Labdrön viene spesso rappresentata con l'aspetto di una ḍākinī, una rappresentazione dell'energia femminile illuminata. Regge un tamburo (damaru) nella mano destra e una campana (ghaṇṭa, Tibetano: དྲིལ་བུ་) nella mano sinistra. Le gambe sono in movimento, la destra in particolare è alzata. Machig possiede tre occhi, ha una carnagione bianca e indossa i sei ornamenti d'osso degli ossari, tipici degli yogini. Questi accessori rappresentano la saggezza pāramitā.

## Biografia

### Nomi
Oltre al nome Machig Labdrön, il nome della monaca e insegnante tibetana si trova espresso anche nelle seguenti traslitterazioni:
- Machik Lapkyi Drönma (Wylie: ma gcig lab kyi sgron ma),
- Machig Lapdrönme (Wylie: ma gcig lab sgron ma),
- Machik Labdron (Wylie: ma gcig lab sgron),
- Maji Lab Dran (Wylie: ma gcig lab sgron),
- Machig Laphyi (Wylie: ma-gcig la-phyi sgron-ma) riferito al suo luogo di nascita, La-phyi, nella regione dello Ü-Tsang.[4]

Uno dei maestri di Machig Labdrön, Sönam Lama, le ha dato il suo nome tantrico Dorje Wangchuma (Wylie: rdo rje dbang phyug ma), che significa "Dea Diamanate Indipendente."

### Ipotesi sulla sua nascita
Nel Life of Yeshe Tsogyel Padmasambhava predisse che Yeshe Tsogyel, consorte del grande maestro tantrico indiano Padmasambhava, fondatore della tradizione Nyingma del buddhismo tibetano, sarebbe rinata come Machig Labdrön, e il suo consorte, Atsara Sale, sarebbe diventato Topabhadra, il marito di Machig. La sua assistente e consorte secondaria di Padmasambhava, Tashi Khyidren, sarebbe rinata come l'unica figlia di Machig e così via. Tutte le figure importanti nella vita di Tsogyel sarebbero rinate nella vita di Machig Labdron, incluso Padmasambhava stesso, che sarebbe diventato Phadampa Sangye.
I Buddisti credono che Machig sia stata l'emanazione del flusso mentale (tulku) di una altra grande yogini, Yeshe Tsogyal, ossia l'"emanazione della 'Grande madre della Saggezza', Yum Chenmo, (prajnaparamita) e di Arya Tara che le avrebbe trasmesso insegnamenti e iniziazioni."
Ritengono inoltre che questo schema di reincarnazioni e emanazioni sia continuato fino a poco prima della sua nascita come Machig Labdrön, e che nella sua esistenza precedente fosse lo yogi indiano Mönlam Drub. Dopo la sua morte, il corpo del ventiduenne Mönlam Drub sarebbe rimasto "in vita" nella caverna di Potari, situata nell'India meridionale.
Secondo la tradizione, fu il flusso mentale di Mönlam Drub che entrò nell'utero di Bum Cham "Grande nobile donna", vissuta nell'area di Labchi Eli Gangwar in Tibet, a far nascere Machig.
Secondo un'altra versione della biografia di Machig Labdron, la madre di Machig Labdron dopo il concepimento avrebbe sognato dei ḍākinī recanti il vaso e la conchiglia di Ashtamangala:
After that, a wrathful dark-blue dakini wearing bone ornaments and carrying a hooked knife and a retinue of four blue dakinis carrying hooked knives and skull cups, surrounded her, in front of her, behind her, and to the left and right. All five were in the sky in front of Bum Cham. The central dakini was a forearm’s length higher than the rest.

She raised her hooked knife and said to the mother: “Now I will take out this ignorant heart.”

She took her knife and plunged it into the mother’s heart, took out the heart and put it in the skull cup of the dakini in front of her, and they all ate it. Then the central dakini took a conch which spiraled to the right and blew it. The sound resounded all over the world. In the middle of the conch was a luminous white “A”.

She said” “Now I will replace your heart with this white conch shell”...

Dopodiché, un dakini blu-scuro pieno d'ira che indossava un osso ornamentale e portava un coltello uncinato e un seguito di altri daikini blu, muniti di coltelli uncinati e scodelle d'osso la circondarono, di fronte, dietro, a sinistra e a destra. Tutti e cinque erano nel cielo di fronte a Bum Cham. Il dakini centrale era un avambraccio più alto degli altri.

Lei alzò il suo coltello uncinato e disse alla madre: "ora tirerò fuori questo cuore ignorante."

Prese il coltello e lo immerse nel cuore della madre, tirò fuori il cuore e lo mise nella scodella d'osso del dakini di fronte a lei, e tutti lo mangiarono. Poi il dakini centrale prese una conchiglia che spiralò a destra e ci soffiò sopra. Il suono risuonò per tutto il mondo. Nel mezzo della conchiglia c'era una "A" bianca e luminosa.

Disse "Ora sostituirò il tuo cuore con questa conchiglia bianca"...

Persino dopo essersi svegliata sentiva una grande beatitudine.»
(Machig Ladbron)

### Infanzia e gioventù
Da bambina Machig si guadagnava da vivere come lettrice liturgica. Essendo istruita, i patroni la ingaggiavano per leggere nelle loro case il Sutra Prajnaparamita o 'La Perfezione della Saggezza' (un testo dei Sūtra Mahāyāna) come forma di benedizione, e per guadagnare valore spirituale. Machig era conosciuta per essere una lettrice molto veloce; molto richiesta per questo motivo, era in grado di completare il testo intero in breve tempo, facendo risparmiare ai patroni il costo del suo compenso.
Il namtar intitolato Secret Biography of Machig Labdron narra i sacrifici a cui Machig Labdron venne sottoposta per evitare il matrimonio tradizionale. Essendo la pratica del Dharma la sua vocazione, Machig riuscì infine a lasciare la sua casa.

### Maternità
Dopo aver abbandonato l'ordine monastico a Yuchong, Machig si sposò con il Pandita indiano Topa Draya (thod-pa gra-ya), anche lui un praticante buddista, che la supportò nelle sue pratiche. Insieme ebbero due figli e una figlia (o tre figli e due figlie secondo altri resoconti).
Uno dei suoi figli in gioventù commise dei crimini, ma Machig riuscì a portarlo al Dharma diventando suo insegnante: "Puoi pensare che gli Dei siano quelli che ti danno benefici e i Demoni ti causano danni; ma potrebbe essere il contrario. Quelli che causano dolore ti insegnano ad essere paziente e quelli che ti danno dei doni potrebbero impedirti di praticare il Dharma. Quindi dipende dall'effetto che hanno su di te se essi sono Dei o Demoni."
Il secondo figlio, Tonyon Samdru (thod-smyon bsam-grub), monaco all'età di 15 anni sotto il tutorato di Dampa Sangye, divenne uno dei principali successori di Machig e un divulgatore dei suoi insegnamenti.
Si ritiene che Machig abbia ricevuto insegnamenti da Dampa Sangye come suo guru e reincarnazione di Padmasambhava. Tuttavia, per molti anni la principale pratica di Machig consistette nell'unione tantrica tra lei e il suo consorte spirituale e marito Topabhadra, un'emanazione del Gautama Buddha, con il quale allevò dei figli vivendo l'essenza del "Rosso e bianco", secondo una previsione data a Machig da Arya Tara.

### La vita di Machig Labdrön come insegnante spirituale
Durante la vita di Machig Labdrön, gli insegnamenti buddisti che arrivarono dall'India vennero considerati autentici. A nessuno di essi si attribuirono origini tibetane. Come riporta una delle biografie di Machig:
And later spread to Tibet

Only Machig's teaching, born in Tibet,

E poi si diffusero in Tibet

Solo l'insegnamento di Machig, nato in Tibet,

Fu poi introdotto in India e praticato lì.»
(Machig)
Esistevano varie controversie sugli insegnamenti di Machig Labdrön e dunque una delegazione dei Brahmani venne mandata dall'India in Tibet per valutare i suoi titoli e i suoi insegnamenti. Dopo che i suoi studenti si riunirono con lei a Zangri Khangmar (residenza di Machig in Tibet dall'età di 39 anni fino alla sua morte all'età di 99 anni), Machig insegnò e discusse con i panditi.
Una delegazione inviata nell'India meridionale per trovare le reliquie di Mönlam Drub seguendo le istruzioni di Machig, dopo averle trovate, confermò e rafforzò il suo status di insegnante e detentrice dei lignaggi. A seguito di questo e di altri eventi, venne stabilito che gli insegnamenti di Mchig erano autentici. I Chöd erano i primi insegnamenti buddhisti diffusi in Tibet.

### Studenti
Molti degli insegnamenti di Machig Labdrön si configurano come risposte alle domande poste dai suoi studenti.
Fra i discepoli di Machig Labdron, oltre ai figli, ci furono quattro donne chiamate i Gyen o gli Ornamenti di Machig Labdrön.

## Emanazioni
Secondo alcune fonti Machig Labdrön si sarebbe incarnata sia in Tibet che in Occidente. In Tibet si sarebbe incarnata come Jomo Menmo (1248–1283) e successivamente come Khyungchen Aro Lingma (1886–1923).

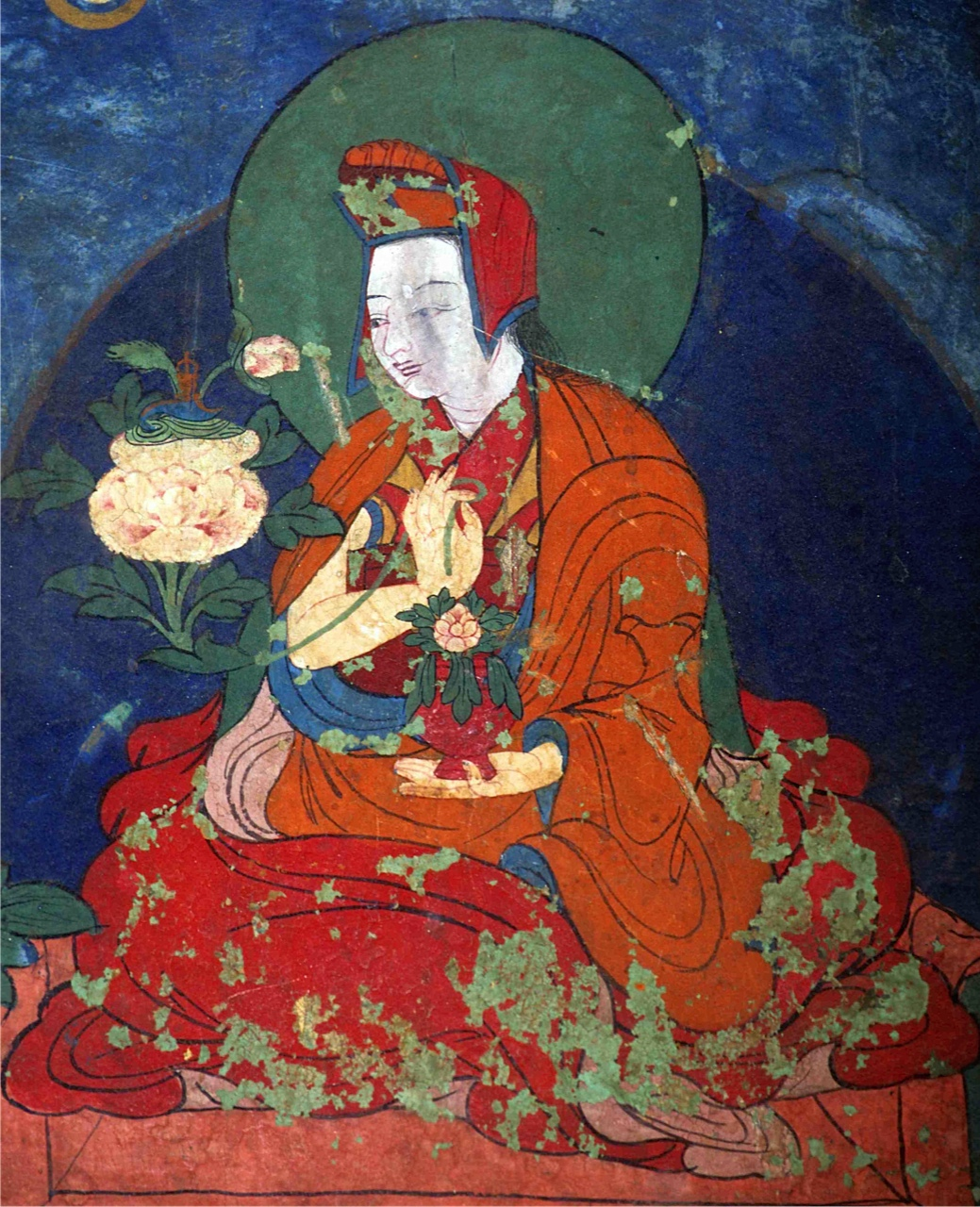
Chökyi Drönma

La prima Samding Dorje Phagmo (il terzo grado più alto nella gerarchia buddista dopo il Dalai Lama), Chökyi Drönma (1422–1455), una discendente tulku femminile di Vajravarahi, è stata considerata come un'incarnazione di Machig Laborön.
In tempi più recenti, in Tibet, il grande yogini Jetsun Rigdzin Chönyi Zangmo (1852–1953) - chiamato anche Ani Lochen - venne riconosciuto come incarnazione di Machig. Egli riuscì ad elevare spiritualmente il monastero Shuksep or Shugsep (shug gseb), situato a trenta miglia da Lhasa sul pendio del monte Gangri Thökar.
Il Lama Tsultrim Allione (1947-), un'insegnante buddista americana, è stata recentemente riconosciuta dal Lama Karma Nyitön Kunkhyab Chökyi Dorje come emanazione di Machig Labdrön a Zangri Khangmar, in Tibet.

## Il "Chöd" di Machig Labdrön
Il Chöd di Machig Labdrön, chiamato "l'offerta del Mendicante" o "il rituale del limite estremo" e conosciuto anche come Mahāmudrā Chöd, è stato diffuso in Tibet sin dall'esistenza di Machig.
Il Chöd è una pratica buddista che consiste nell'interruzione dell'attaccamento alla propria forma corporea (in termini di tendenza dualistica del relazionare la propria figura corporea come punto di riferimento comprovante la propria esistenza).
Un praticante offre il maṇḍala del proprio corpo in un rito chiamato "ganachakra". Utilizzando esclusivamente la propria mente, visualizzando le offerte e praticando in luoghi solitari e temuti come i cimiteri, egli lavora per superare tutte le proprie paure. Anche per questo la pratica del Chöd è spesso usata per sconfiggere le malattie in modo da curare sé stessi e gli altri.
I chodpa e i chodma (praticanti del Chöd) usano una campana rituale, uno speciale tamburo chiamato damaru e un Kangling (spesso ottenuto dagli ossari delle sepolture celesti).

### "Demoni" nel Chöd di Machig Labdron
Dagli insegnamenti e dagli scritti di Machig Labdrön appare chiaro che le entità con cui si a che fare nelle pratiche Chöd sono frutto della mente umana, e non esseri sovrannaturali. Una delle caratteristiche distintive del Chöd di Machig Labdrön è il suo focalizzarsi su quelli che a volte sono chiamati demoni ('dre) o diavoli (bdud).
Come spiegò Machig Labdrön in una risposta alle domande di uno dei suoi studenti, Gangpa Muksang:
(Machig)
In un altro insegnamento, Machig Labdrön disse:
When there is no more ego,

Quando non c'è un c'è più l'ego

Non ci sono più nemmeno i demoni!»
(Machig)
Secondo Anila Rinchen a Kagyu Ling Borgogna in Francia, il termine tibetano per "demone" potrebbe essere tradotto come "nevrosi".

### Diavoli esterni e Diavoli interni
Machig divide i diavoli che sono oggetto della pratica Chöd in "Diavoli interni" (nang byi bdud) ed esterni. Questi sono i quattro "interni":
- Thogs bcas (bdud)        (Diavolo) dei sensi, concreti.
- Thogs med (bdud)         (Diavolo) della mente, non concreta.
- Dga' brod (bdud)           (Diavolo) della lussuria e del desiderio.
- Snyems byed (bdud)     (Diavolo) della superbia.

I quattro "Diavoli interni" si uniscono ai quattro "Diavoli esterni" (phyi bdud):
- Phung po (bdud)            (Diavolo) del corpo
- Nyon mongs (bdud)       (Diavolo) delle passioni
- Lha bu (bdud)                (Diavolo) della lussuria
- Chi Bdag (bdud)            (Diavolo) della morte

Nel sistema Mahāyāna questi quattro corrispondono ai quattro Māra:
- Skandhamāra, il diavolo che genera le cinque costituenti psicofisiche.
- Kleśamāra, il diavolo che genera malattia e sofferenza.
- Devaputramāra, il diavolo che genera lussuria.
- Mṛtyumāra, il diavolo che porta l'individuo alla morte.

L'oggetto principale della pratica del Chöd sono i Māra che portano alla morte spirituale (la radice della parola sancrita Māra è mr, che significa: "morire").

### Il raggiungimento della mente illuminata nella disciplina Chöd
Il campo in cui i Māra operano è la cosiddetta "mente discorsiva", il processo intellettuale che causa il dualismo, credendo che un soggetto pensante sia diverso dall'oggetto che è il pensiero. La mente discorsiva è la causa della sofferenza e della paura; è il mondo del nostro ego, ansioso riguardo alla vita e alla morte. Sarà questo mondo individuale che concluderà il proprio processo esistenziale, quella stessa parte di noi che identifichiamo con i nostri pensieri e con il nostro mondo razionale.
La mente illuminata (byang chub kyi sems), innata ma latente in ogni individuo, deve essere "riconosciuta" dal praticante in modo da ottenere la liberazione. Essa non è coinvolta nel vivere o nel morire, vive in un processo di continua trasformazione con il tutto, essendo indissolubilmente unita ad esso.
La pratica del Chöd è indirizzata alla distruzione dei processi "discorsivi" e porta alla comprensione del fatto che: "tutto ciò che appare, persino gli Dèi, sono una creazione e un fantasma del nostro pensiero non ancora conquistato."
Questa visione del mondo mostra un collegamento della pratica del Chöd con quella del Prajñāpāramitā, che enfatizza la natura non dualistica della realtà. La pratica del Chöd risulta quindi essere una pratica meditativa diretta poiché la comprensione della vacuità della realtà porta ad un improvviso rilascio dal ciclo del Saṃsāra. Si può raggiungere questo obbiettivo attraverso le offerte e il sacrificio: l'offerta del corpo e della vita dell'individuo e la distruzione dei cinque componenti dell'essere umano. Come raggiungere la mente illuminata lo dice chiaramente Ma gcig nella "Grande Raccolta degli Insegnamenti sulla Nobile Pratica della recisione dei demoni, Perfezione della Sapienza.":
Il modo in cui si manifesta il demone intangibile
Quel concetto discriminante di bene o di male
che si viene a formare nella mente all'apparire di un fenomeno,
viene detto demone intangibile.
Se ci si separa dallo stato spontaneo
e naturale della mente
e ci si aggrappa all'idea
di divinità benevole e di spiriti malefici,
a causa dell'alternanza di speranza e timore,
il nostro proprio demone si manifesta in noi stessi.
Dal vasto e chiaro spazio
della dimensione essenziale della realtà (Dharmadhatu)
sorgono in tutte le direzioni i pensieri e i ricordi,
così come dall'oceano immobile
sorgono le onde e le increspature.
Chiunque abbia questa conoscenza
non necessita di alcun artificio:
rimanga naturalmente in se stesso!
Si è liberati nello spazio in cui non nascono
né beneficio né danno.
Poiché (la conoscenza)
sorge spontaneamente in se stessi
dallo spazio della realtà essenziale,
non è necessario nutrire invidia,
avversione o desiderio.
Se non si provano avversione o desiderio,
ecco si manifesta la mente spontanea.

### Traduzioni in Italiano
- Ma gcig, Canti Spirituali, a cura di Orofino Giacomella, Adelphi, 1995, ISBN 9788845911514.